# Løsrivelsesarbejde
Løsrivelsesarbejdet er den mindste energi (typisk målt i elektronvolt) som er nødvendig for at løsrive en elektron fra en bestemt type metal.
Man skelner mellem fotoelektrisk og termisk løsrivelsesarbejde. Ved fotoelektrisk løsrivelsesarbejde får elektronen energien fra en foton. Hvis dens energi er større end løsrivelsesarbejdet for det pågældende metal, løsriver den elektronen fra metallet, hvorefter den resterende energi tilføres elektronen som kinetisk energi.
{\displaystyle A_{L}+E_{kin}=E_{foton}}
| Naturvidenskab | Spire Denne naturvidenskabsartikel er en spire som bør udbygges. Du er velkommen til at hjælpe Wikipedia ved at udvide den. |